# Heinz Felbermair
Heinz Felbermair (* 1956 in Bruck an der Mur, Steiermark) ist ein österreichischer Maler.

## Leben
Heinz Felbermair erhielt zahlreiche internationale Stipendien. Er beteiligte sich an Kunstmessen und Einzelausstellungen u. a. in New York, München, Dubai, Marbella, Istanbul, Cannes, Berlin, Hamburg, Wien und Florenz. Er lebt und arbeitet in München und in der Steiermark.
1992 gründete er die Künstlerinitiative Die Kunst ist das Verbindende mit Frank Radmacher. Daraus entstanden erste Aquatinta-Radierungen. 1993 war Felbermaier Initiator der Münchner Ateliertage Open Studio’s und begegnete dem Bauhausschüler und Maler, Fotograf sowie Architekt Rudolf Ortner, mit dem er sich anfreundete.
Ausgehend von einer ungegenständlichen Formensprache entwickelt Felbermair in den Jahren 1989 bis 1994 das für seine Malerei charakteristische Hauptmotiv, nämlich die Menschendarstellung. Ab ca. 2001 nimmt in der von ihm so genannten Ent–Wicklung die Menschenfigur zunehmend reale Züge an und gewinnt somit an Eigenständigkeit. Parallel dazu entstehen Arbeiten, die sich mit dem Stillleben und der Landschaft auseinandersetzen, sowie Collagen und Skulpturen.
Zahlreiche Einzelausstellungen und Ausstellungsbeteiligungen folgen. Werke von Felbermair sind in öffentlichen und privaten Sammlungen vertreten. Seit Beginn des Jahres 2007 arbeitet Felbermair an einem umfangreichen Bildzyklus unter dem Titel 40 Titans, in dem er 40 weltweit als Leitfiguren der Wirtschaft anerkannte Personen porträtiert und kontrastiert. Der 40 Titans Bilderzyklus ist ein globaler Kanon der zeitgenössisch und historisch erfolgreichsten Unternehmer und Geschäftsleute.
„Das Projekt ‚40 Titans‘ lebt aus der Spannung zwischen dem radikal subjektiven Blick der künstlerischen Wahrnehmung und der scheinbar objektivierbaren Lebensleistung wirtschaftlich ungewöhnlich erfolgreicher Menschen. Die Zahl ‚40‘ ist dabei nicht zufällig gewählt, steht sie doch seit Urzeiten für die ‚große Ganzheit‘, für Vollkommenheit.“ (Ulrich Hemel)

## Stipendien
- 1991 Sommerakademie Johannishof, Regensburg, 30-jähriges Bestehen der Sommerakademie, Assistenz bei Rudolf Ortner (Stipendium)
- 1992 4. Internationales Kunstforum, Schloss Eichhofen (Stipendium)
- 1993 Mürzkraft Kindberg, Österreich, (Stipendium)
- 1995 plain-air, Urupinsk, Wolgograd, Russland (Stipendium)
- 1996 Lanzarote, Spanien (Studienaufenthalt)
- 2014 Secto3, Berlin (Arbeitsstipendium)

## Messebeteiligungen
- 1993 Frankfurter Buchmesse, Galerie Fiebig, Berlin; Art Multiple, Düsseldorf, arke Galerie, Dortmund; Galerie Reile, München
- 1994 Graphik-Messe, Dresden, Galerie Königstraße
- 1995 Graphik-Messe, Dresden, Galerie Fiebig; Art Jonction, Cannes, Frankreich, Galerie Kyra Maralt, Berlin; 2nd International Artist Book, New York, Galerie Fiebig, Berlin; Lineart, Gent, Belgien, Galerie Kyra Maralt, Berlin
- 1996 Art Frankfurt, arke Galerie, Dortmund; Art Jonction, Cannes, Frankreich, Galerie Kyra Maralt, Berlin; Graphik-Messe, Dresden, Galerie Fiebig, Berlin; Frankfurter Buchmesse, Galerie Fiebig, Berlin
- 1997 Art Frankfurt, arke Galerie, Dortmund; Leipziger Buchmesse, Galerie Edition Fiebig, Berlin; Frankfurter Buchmesse, Galerie Edition Fiebig, Berlin
- 1999 Kunstmesse Düsseldorf, arke Galerie, Dortmund
- 2000 Köln-Kunst, arke Galerie, Dortmund
- 2001 Köln-Kunst, arke Galerie, Dortmund
- 2002 ART Innsbruck, Galerie Kersten, Brunnthal b. München; Art Vienna, Wien, Österreich, Artenvielfalt, München; Lineart, Gent, Belgien, Artenvielfalt, München
- 2003 Impulse, Osnabrück, Artenvielfalt, München; art Innsbruck, Galerie Payer, Leoben, Österreich
- 2004 art Innsbruck, Galerie Barbara Schwarz, Schorndorf